# Entscheidungserheblichkeit
Entscheidungserheblichkeit bedeutet im Allgemeinen, dass eine Entscheidung das Ergebnis eines vorangegangenen Abwägungsprozesses darstellt. Die Voraussetzungen für die Entscheidung werden im bejahenden Fall für zielführend und valide befunden. Die Entscheidung – als Ergebnis der Reaktion auf Alternativen – versteht sich als menschliches Verhalten, sich auf eine von mehreren Möglichkeiten festzulegen. Hierzu bedarf es konventionell anerkannter Kriterien.
Insbesondere findet der Begriff daher im materiellen und prozessualen Recht sowie in der Wirtschaft (Rechnungslegungsgrundsätze nach IAS) (englisch: decision usefulness) seinen Niederschlag.

## Bedeutung in der Wirtschaft
Die Entscheidungserheblichkeit ist ein Grundsatz des internationalen Bilanzierungsrechts.
Um wirtschaftliche Entscheidungen hinsichtlich der Zusammenarbeit mit Unternehmen treffen zu können, wird das Berichtswesen der internationalen Rechnungslegungsgrundsätze, die International Financial Reporting Standards (IFRS), genutzt. Sinn und Zweck dieses Berichtswesens ist es, steuerungsrelevante Informationen aufzubereiten und zur Verfügung zu stellen. Soweit dabei entscheidungsrelevante Informationen zu Fragen der Vermögens-, Ertrags- und Finanzlage sowie deren Volatilität generiert werden, erlauben sich Einblicke in ein Unternehmen oder in eine Branche insoweit, als Vertrauen in und Nutzen von Zusammenarbeit verlässlich geprüft werden können.
Ein Rechtsanspruch auf Einblicknahme in interne Daten besteht dabei nicht. Andererseits liefert das externe Rechnungswesen alle hinreichend notwendigen Informationen, die unter dem Aspekt der Entscheidungserheblichkeit für die Wirtschaftsbeteiligten relevant sind.

## Bedeutung im Recht
Der Rechtsbegriff der Entscheidungserheblichkeit findet sich auch im Prozessrecht wieder. Regelungen sind in § 321a Abs. 1 Nr. 2, § 544 Abs. 7 (Anhörungsrüge) und § 156 Abs. 2 Nr. 1 ZPO. § 321a ZPO regelt Verletzungen des rechtlichen Gehörs. Bei dessen Verletzung in entscheidungserheblicher Weise, findet Verfahrensfortsetzung statt, oder soweit das Verfahren bereits beendet ist, Zurückverweisung an das Tatsachengericht, § 544 ZPO. Im Übrigen führen rügbare Verfahrensfehler (§ 295 ZPO), insbesondere eine Verletzung der Hinweis- und Aufklärungspflicht (§ 139 ZPO) bei Erheblichkeit zur Wiedereröffnung der Verhandlung gemäß § 321a ZPO.
In der konkreten Normenkontrolle nach Art. 100 GG hat ein vorlegendes Gericht unter dem Gesichtspunkt der Entscheidungserheblichkeit Vorlagefragen zu prüfen. So, ob die Entscheidungserheblichkeit Fragen möglicher Verfassungswidrigkeit berühren.
Davon wiederum abzugrenzen ist der Tatsachenvortrag vor Gericht. Entscheidungserheblich sind dort Tatsachen, die außerhalb des Anscheinsbeweises, auch beweisbedürftig sind. Begründete Einwendungen und Einreden zur Klärung des Tatsachenvortrags sind entscheidungserheblich.

## Rechtsprechung
- EuGH, Urteil vom 16. Juni 2005, Az. C-105/03 – Maria Pupino, Volltext
- BVerfG, Beschluss vom 9. Mai 2006 Az. 2 BvL 5/02, Volltext
- BVerfG, Beschluss vom 9. Mai 2006, Az. 2 BvL 4/02, Volltext
- BVerfG, Beschluss vom 20. Oktober 2006, Az. 2 BvR 1742/06, 2 BvR 1809/06, 2 BvR 1848/06, 2 BvR 1862/06, Volltext
- BGH, Urteil vom 28. Oktober 2004, Az. 5 StR 276/04, Volltext
- BGH, Beschluss vom 3. Mai 2006, Az. 4 ARs 3/06, Volltext
- BFH, Urteil vom 11. September 2008, Az. VI R 13/06, VI R 63/04, VI R 81/04, Volltext